# بهزاد عبدی
بهزاد عبدی (متولد ۲۰ فروردین ۱۳۵۲) آهنگساز و بازیگر تئاتر اهل ایران است.
او در سال ۱۳۸۷ جایزه بهترین موسیقی مسابقه ورزش و آواز را برای قطعه «پهلوان» از آکادمی ملی المپیک، و در سال ۱۳۸۸ سیمرغ بلورین جشنواره فیلم فجر را برای موسیقی فیلم «آل» دریافت کرد و در سال ۱۳۹۳ برای دومین بار، سیمرغ بلورین بهترین موسیقی متن جشنواره فیلم فجر را برای فیلم «مزار شریف» دریافت کرد. او در سال ۱۳۹۰ تندیس سرو طلایی بهترین موسیقی پویانمایی را برای «افسانه ماردوش» در جشنواره تلویزیونی جام جم از آن خود کرد.

## تحصیلات
بهزاد عبدی ۲۰ فروردین ۱۳۵۲ در تهران متولد شد. او بعد از اتمام تحصیل در دبیرستان البرز، مدرک کارشناسی خود را در رشته مهندسی متالورژی از دانشگاه صنعتی شریف اخذ نمود. اما به خاطر علاقه وافرش به موسیقی و استعداد خاصش در این زمینه، به تحصیل در رشته موسیقی پرداخت و از محضر اساتیدی چون وادیم ژوراویتسکی، لودمیلا یورینا، لئو کالادوب بهره برد. وی مقدمات اولیه موسیقی را نزد فرهاد فخرالدینی آموخته‌است.

## آهنگسازی
فعالیت بهزاد عبدی در زمینه آهنگسازی از سال ۱۳۷۷ به‌طور مستمر آغاز شده‌است. او که در سال ۱۳۸۲ برای ادامه تحصیل از ایران به اکراین سفر کرد، آثارش با ارکسترهایی همچون ، ارکستر رادیو کمپانی اوکراین و ارکستر ناسیونال اوکراین ضبط شده‌است.
قطعه در محاصره که سال ۱۳۹۴ برای سریالی به نام در محاصره ساخته شده بود، در ۳۰ بهمن ۱۳۹۸، برای گرامی‌داشت قاسم سلیمانی، به رهبری سهراب کاشف در تالار وحدت اجرا شد.

## آثار
- سوئیت سمفونی «آیندهٔ روشن»[نیازمند منبع]
- چهار رستیاتیو برای ویلن، فلوت، سنتور، ویلنسل و ارکستر[نیازمند منبع]
- پوئم سمفونی «وقتی خداوند تو را می‌خواند»
- اپرای عاشورا
- اپرای عروسکی مولوی
- اپرای حافظ
- قطعه مرد و میدان، سرود رسمی فدراسیون فوتبال در جام جهانی ۲۰۰۶
- آلبوم ملاصدرا
- قطعه «پهلوان»، برنده جایزه بهترین موسیقی مسابقه ورزش و آواز از آکادمی ملی المپیک در سال ۱۳۸۸[نیازمند منبع]
- مردمک منتخبی از موسیقی فیلم‌های بهزاد عبدی (فیلم‌های سینمایی «دهلیز»، «هیچ‌کجا هیچ‌کس»، «خانه پدری»، «برف روی شیروانی داغ» و «چشم»)[۵]

## موسیقی فیلم و سریال
- انیمیشن افسانهٔ ماردوش (۱۳۸۶) (برنده تندیس سرو طلایی بهترین موسیقی)
- آل (۱۳۸۸) (برنده سیمرغ بلورین بهترین موسیقی جشنواره فیلم فجر)
- برف روی شیروانی داغ (۱۳۸۹)
- مختارنامه (در کنار امیر توسلی)[۶] ۱۳۸۲
- فرزند صبح (۱۳۸۹) (نامزد بهترین موسیقی جشنواره فیلم فجر)
- چشم (۱۳۸۹)
- خانه پدری (۱۳۸۹)
- خاک و آتش (۱۳۸۹)
- زبان مادری (۱۳۹۰)
- آمین خواهیم گفت (۱۳۹۰)
- راه بهشت (۱۳۹۰)
- گیرنده (۱۳۹۰)
- انیمیشن داستان سامرا (۱۳۹۰)
- آقای مدیر (۱۳۹۰)
- شیر تو شیر (۱۳۹۰)
- سریال از یاد رفته (۱۳۸۹)
- برای سونیا (۱۳۹۱)
- صفحه ۱۱۳ (۱۳۹۱)
- غریبه (۱۳۹۱)
- تولد (۱۳۹۱)
- آخرین فرصت (۱۳۹۱)
- خانه پدرم (۱۳۹۱)
- مرد و جاده (۱۳۹۱)
- خاطرات مرد ناتمام (۱۳۹۱)
- دهلیز (۱۳۹۱)
- مزار شریف (۱۳۹۳)-برنده سیمرغ بلورین
- تعبیر وارونه یک رؤیا (سریال) (۱۳۹۴)
- فهرست مقدس (۱۳۹۴)
- ناردون (۱۳۹۴)
- سیانور (۱۳۹۵)
- قاتل اهلی (۱۳۹۵)
- پشت دیوار سکوت (۱۳۹۵)
- کارگر ساده نیازمندیم (۱۳۹۵)
- سوفی و دیوانه (۱۳۹۵)
- کمدی انسانی (۱۳۹۵)
- دارکوب(۱۳۹۶)
- ماهور (۱۳۹۶)
- سرو زیر آب (۱۳۹۶)
- آبادان یازده ۶۰ (۱۳۹۸)
- علفزار (۱۴۰۰)[۷]
- سرهنگ ثریا (۱۴۰۱)
- معجزه پروین (۱۴۰۲)

## اپرا
اپرای عاشورا، اولین اپرای ساخته شده توسط بهزاد عبدی و همچنین اولین اپرای با استیل آواز ایرانی است که در سال ۱۳۸۷ بر روی لیبرتوی بهروز غریب پور ساخته شد.
ضبط این اپرا در همان سال با خوانندگی محمد معتمدی، مهدی امامی، علی خدایی، مصطفی محمودی، فرشاد فولادوند، عامر شادمان، مهدی جاور، بهار موحد، کیوان فرزین، حسین مؤمن ثانی در ایران و اکراین انجام شد که توسط بنیاد رودکی به انتشار رسید ولی به جز در برنامه‌های مربوط به بنیاد رودکی، در هیچ جا این سی دی در دسترس عموم قرار نگرفت! ولی اجرای عروسکی آن بارها توسط بهروز غریب پور در کشورهای مختلف به روی صحنه رفته‌است.
اپرای مولانا دومین همکاری مشترک بهروز غریب پور به عنوان نویسنده لیبرتو و بهزاد عبدی است که در سال ۱۳۸۸ به رهبری ولادمیر سیرنکو ضبط شد. این اپرا نیز همانند اپرای عاشورا با دو استیل آواز کلاسیک ایرانی و آواز کلاسیک غربی تنظیم شده‌است که همایون شجریان، محمد معتمدی، حسین علیشاپور، علی خدایی، ملیحه مرادی، مصطفی محمودی، اسحاق انور، مهدی امامی، کیوان فرزین، سارا رضازاده، علی یاری، رضا نجفی مهیاری، علی نجفی ملکی، سولماز بدری در آواز ایرانی و محمد رضا صادقی، عامر شادمان، مهدی جاور، سجاد پورقناد و احسان نصیری خوانندگان کلاسیک آن هستند.
اپرای حافظ سومین همکاری مشترک بهروز غریب پور به عنوان نویسنده لیبرتو و بهزاد عبدی است که در سال ۱۳۹۱ به رهبری ولادمیر سیرنکو ضبط شد. این اپرا نیز همانند اپرای عاشورا و مولوی با دو استیل آواز کلاسیک ایرانی و آواز کلاسیک غربی تنظیم شده‌است که محمد معتمدی، حسین علیشاپور، اسحاق انور، مهدی امامی، محمد ذاکر حسین، مژگان چاهیان، سحر محمدی، بابک صبوری، اسحاق انور، مهدی امامی، سجاد پورقناد، علیرضا سعیدی، وزیر: علیرضا سعیدی، علیرضا علویان، علیرضا مهدیزاده، وصال علوی، رسول رهو، طیب فقیه، صادق اسحاقی، کیوان فرزین، علی زند وکیلی، مهدی مهدی قلی، مهدی هدایی، هادی فیض آبادی، سیاوش عظیمی در آن نقش دارند.